# Drago Mlinarec
Drago Mlinarec (Zágráb, 1942. december 14.) horvát énekes és gitáros, a Jutarnje Zvijezde és a Grupa 220 együttesek tagja.

## Pályafutása
1968 és 1970 között katonai szolgálatot teljesített. A Grupa 220 feloszlása után 1970-ben újjáalakította az együttest, új albumot is tervezett, ám ez végül a saját neve alatt jelent meg 1971-ben, ami egyidejűleg szólókarrierjének indulását is jelentette. Az 1970-es évek elején színdarabok és gyermekfilmek számára is szerzett zenét. 
1972 tavaszán az újonnan alakult Time együttes is meghívta koncertjükre vendégzenészként.
1979 és 1983 között több felvételét Svédországban készítette.
1987-ben vidékre költözött, majd hét évig visszavonultan élt. 1997-ben életműdíjat kapott. Zenéje főként progresszív rock és folk keveréke.

## Szólólemezei
- “A ti se ne daj” (1971)
- “Pjesme s planine” (1972)
- “Rođenje” (1975)
- “Negdje postoji netko” (1977)
- “Sve je u redu” (1978)
- “Tako lako” (1979)
- “Sabrano” (válogatás, 1980)
- “Pomaknuto” (1983)
- “Analog” (1994)
- “Krhotine” (válogatás, 1996)
- “Krhotine 2005” (2005)
- “The Ultimate Collection” (2007)